# Efrém Mučedník
Svatý Efrém Mučedník žil ve 4. století. Byl misijním biskupem na Krymu a Severním Rusku. Za svou víru byl umučen. Je uváděn ve skupině Mučedníci v Krymu.
Jeho svátek se slaví 4. března.